# 松田澄夫

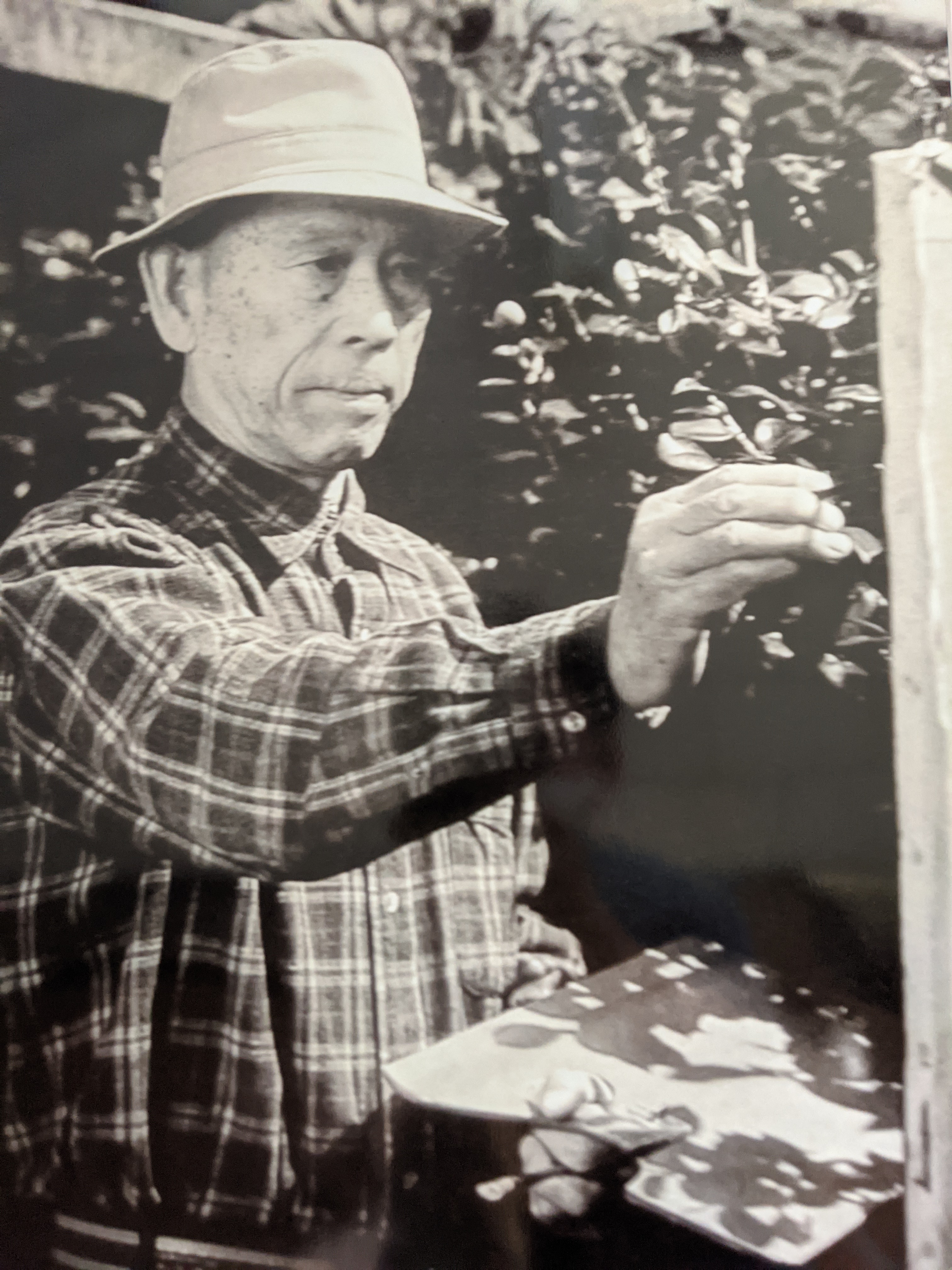

松田 澄夫（まつだ すみお　1921年9月11日 - 2022年4月12日）は、日本の洋画家。熊本県出身。昭和から平成にかけて日本の熊本市で活動。2022年熊本市の自宅にて逝去。今では郷里の熊本県立美術館、熊本市現代美術館を始め複数作品が収蔵されている。
叔父は日本人初の全米チャンピオンとなったプロレスラー、マティ・マツダ（1879年 - 1927年）である。
作曲家の岩代浩一は上京前の1952年-1953年の間、中学教師時代の同僚であった。松田がRKK（熊本放送）のラジオ番組に出演した際のコメントとして「教師として互いに切磋琢磨し屡々夜遅くまで語り合った」というエピソードを残している。松田の個展の際に岩代が当該個展用に作曲した曲をBGMとして流したという。

## 略歴
熊本県八代郡鏡町（現・八代市鏡町）生まれ。中学の美術教師の傍ら画業に勤しんだ。二科会熊本支部長（1962）。熊本県美術家連盟創立委員。日本美術家連盟会員。
生前は海老原喜之助、山口長男といった洋画家、作曲家の岩代浩一との親交があった。

## 年譜
- 1948年（昭和23年） - 第3回熊日総合展初入選以後毎年連続出展、招待となる。
- 1951年（昭和26年） - 海老原美術研究所に入り、以来1970年まで海老原喜之助に師事。
- 1952年（昭和27年） - 一水会展に初入選、第8回日展に初入選。
- 1953年（昭和28年） - 一水会展出品
- 1954年（昭和29年） - 熊本県美術協会会員推挙
- 1955年（昭和30年） - 春陽会展初入選。二科展に初入選し、以後毎回出品（22年間）。第10回熊日総合展市長賞受賞。春陽会展出品。
- 1961年（昭和36年） - 熊日画廊開館記念展出展
- 1962年（昭和37年） - 二科会熊本支部長
- 1963年（昭和38年） - 熊日総合展招待推挙
- 1964年（昭和39年） - 熊日総合展招待出品、以後毎回出品。
- 1965年（昭和40年） - 二科会会友推挙
- 1966年（昭和41年） - 二科会訪欧団に参加。ヨーロッパ8ヶ国巡遊研修。
- 1968年（昭和43年） - モロッコ、スペイン他5ヶ国を旅行、美術館、史跡等を見学。
- 1971年（昭和46年） - 熊本県美術家連盟創立委員
- 1977年（昭和52年） - 二科会を退会、無所属として活動し現在に至る。
- 1979年（昭和54年） - 日本美術家連盟会員
- 1980年（昭和55年） - 「画業30年展」（熊日画廊、熊本）
- 1982年（昭和57年） - 個展（岩田屋伊勢丹7階ギャラリー）
- 1983年（昭和58年） - 「6.26水害30周年記念水害スケッチ展」（熊本市民会館ロビー）
- 1989年（平成元年） - 個展（八代市グランドホテル）
- 1991年（平成3年） - 「心象作品展」（アートスペース大宝堂、熊本）。熊本県立美術館友の会賞を受賞、作品2点が美術館収蔵となる。
- 1996年（平成8年） - 「心象風景作品展」（上通ギャラリー、熊本）
- 1997年（平成9年） - 「海老原喜之助とその弟子達展」に出展。
- 2000年 （平成12年）- 画業50年松田澄夫展（熊本県立美術館）
- 2004年（平成16年） - 「海老原喜之助生誕100年祭」(熊本市現代美術館）に出展。
- 2013年（平成25年） - 「海老原氏らが描いた6.26水害」に出展。
- 2020年（令和2年） - 個展「松田澄夫白寿記念作品展」（アートスペース蓮台寺）
- 2022年（令和4年） - 熊本県美術家連盟　創立50周年記念事業「第50回熊本県美術家連盟展」に出展
- 2022年（令和4年）- 松田澄夫遺作展（ギャラリーキムラ）
- 2024年（令和4年）- 松田澄夫遺作展Ⅱ（ギャラリーキムラ)

## 6.26水害
昭和28年西日本水害では、熊本市本荘町にあった海老原喜之助の自宅と南坪井町の研究所も浸水。当時熊本市春日に住んでいた松田も被災。だが、海老原と共に復旧作業もそこそこに、翌27日から研究所のメンバー数人とスケッチに出掛けた。松田は「経験したこともない惨状を見て、描かずにはいられなかったのではという。画家としての精神の発露だったのだろう」と当時の海老原の心情を推測した。熊本市内の白川や坪井川沿いの被災地を歩き回り、約10日に亘ってスケッチを続けたという。
2013年における出展は、県立美術館が所蔵する海老原の21点と松田の21点。崩壊した家屋や折れ曲がった橋、がれきの山などが鉛筆のみで生々しく描写され、被災直後の様子を克明に伝えた。「惨たんたる光景を前に、描こうとしても気ばかり焦って手が動かなかった。そのために絵に緊迫感が生まれた」とコメントを残した。

## 受賞歴
- 1948年（昭和23年） - 第3回熊日総合展初入選以後毎年連続出品、招待
- 1952年（昭和27年） - 第8回　日展初入選
- 1953年（昭和28年） - 一水会展　初入選
- 1955年（昭和30年） - 春陽会展　初入選
- 1955年（昭和30年） - 二科展　初入選
- 1955年（昭和30年） - 第10回熊日総合展市長賞受賞